# Summer Pockets
Summer Pockets (с англ. — «Карманы лета») — японский визуальный роман, разработанный компанией Key, брендом визуальных искусств. Игра была выпущена 29 июня 2018 года для платформы Windows и предназначена для всех возрастов.
Summer Pockets — 13-я игра Key, наряду с другими играми, такими как Kanon, Air и Clannad. Он был перенесен на устройства iOS и Android, а также на Nintendo Switch. Английская версия для Windows была выпущена Visual Arts в 2020 году. Расширенная версия игры под названием Summer Pockets Reflection Blue также была выпущена 26 июня 2020 года в Японии.

## Сюжет
Сюжет разворачивается на вымышленном острове во Внутреннем море Сето и рассказывает о жизни Хайри Такахары, молодого человека, который использует недавнюю смерть своей бабушки как предлог для побега на остров после неприятного инцидента. Оказавшись там, он знакомится с горожанами Торисиродзимы и несколькими девушками, о которых идет речь в повествовании.

## Медиа

### Манги
C 28 февраля 2025 года в журнале Dengeki Moeoh издательства ASCII Media Works, веб-сайтах KadoComi компании Kadokawa, и Niconico Manga компании Niconico, начала выходить спин-офф манга, проиллюстрированная Юноном Нагаямой, под названием Summer Pockets Mugiyudeizu: Tsumugi no Shima Sanpo (яп. Summer Pockets むぎゅでいず〜紬の島さんぽ〜, Карманы лета: Объятия дней ~Прогулка Цумуги по острову~), посвященная Цумуги Вендерс.
22 марте 2025 года на AnimeJapan 2025 была анонсирована манга-адаптация оригинального визуального романа и его аниме-адаптации, под названием Summer Pockets: Natsu no Takaramono (яп. Summer Pockets ーなつのたからものー, Карманы лета — Летнее сокровище). С 30 мая 2025 года манга, проиллюстрированная wogura, выходит на веб-сайте Tonari no Young Jump компании Shueisha.

### Аниме
29 декабря 2021 года во время прямой трансляции «Key Channel 2-Hour Special: Lunaria Feature #2 & Staff Year-End» было объявлено, что  аниме-адаптации визуального романа находится в производстве. Позднее стало известно, что производством занимается студия Feel, режиссером выступит Томоки Кобаяси, главным сценаристом Кэйитиро Ооти, дизайнером персонажей Май Оцука, так же совместно с Сюхэй Охаси в качестве композиторов музыки повторят свои роли композиторы из оригинального визуального романа. Актерский состав из визуального романа так же повторит свои роли, за исключением Томоми Минэути  (прекратившей заниматься озвучиванием с декабря 2022 года) которую заменила Нэнэ Хиэда.
Премьера состоялась 7 апреля 2025 года на Tokyo MX и других сетях, и будет идти в течение двух последовательных сезонов. Первая вступительная песня — «Alkatale» (яп. アルカテイル, «Алкатель»), а первая закрывающая песня — «Lasting Moment»(«Продолжительный миг»), обе песни исполняет Кономи Судзуки, ранее они выступали в качестве основных тем визуального романа.